# 191 (tal)
191 är det naturliga talet som följer 190 och som följs av 192.

## Inom vetenskapen
- 191 Kolga, en asteroid

## Inom matematiken
- 191 är ett udda tal.
- 191 är ett primtal och primtalstvilling med 193.
- 191 är ett palindromtal i det decimala talsystemet.
- 191 är ett Thabittal.